# Jacksonoides eileenae
Jacksonoides eileenae là một loài nhện trong họ Salticidae.
Loài này thuộc chi Jacksonoides. Jacksonoides eileenae được Fred R. Wanless miêu tả năm 1988.